# Gaëlle Blouin
Gaëlle Dumas, née Blouin le 12 août 1972 à Nantes, est une footballeuse internationale française, reconvertie entraîneure. Elle compte 41 sélections en équipe de France.

## Carrière
En club, elle commence sa carrière en 1990 au Saint-Herblain OC. De juin à décembre 1992, elle joue pour le club du Toulouse Mirail avant de rejoindre l'ESOF Vendée La Roche-sur-Yon. À l'intersaison 1994 elle retourne à Toulouse dans la section féminine du club du Toulouse OAC. En 2003, elle termine sa carrière dans cette même équipe, qui est rattachée à partir de 2003 au Toulouse FC.
Elle obtient sa première sélection en équipe de France à 19 ans lors d'une défaite 4-0 contre les États-Unis le 18 mai 1991. Elle attend ensuite huit ans avant de retourner en sélection. De 1999 à 2002 elle cumule alors 41 sélections.